# Lost Americana
Lost Americana - седьмой студийный альбом хип-хоп исполнителя Machine Gun Kelly, выпущенный 8 августа 2025 года лейблом EST 19XX совместно с самим артистом. До выхода альбома вышли 3 сингла, которые также были включены в трек-лист - "cliché", "miss sunshine" и "vampire diaries".

## Продвижение
Выпущенный альбом, как сказал сам артист на его презентации в Кливленде, Огайо на мероприятии MGK DAY, посвящён одному из лучших друзей в его жизни, который ушёл из жизни - Динго, которому сам артист посвятил сингл "your name forever" в начале 2025 года. Сам Колсон Бейкер говорил, что весь альбом Lost Americana - последнее, что слышал их друг Динго. Альбом был записан при участии Ника Лонга, Стивена Бэзила и Брэндона Аллена. 
- Первый сингл альбома «Cliché» вышел 23 мая 2025 года[1].
- Сингл «Vampire Diaries», вышел 11 июля 2025 года вместе с клипом[2], снятым в Американском музее естественной истории, Нью-Йорк.
- Сингл и клип «Miss Sunshine» вышел 25 июля 2025 года[3].

## Список композиций
Альбом включает 13 композиций, общей длительностью 45 минут 19 секунд. Бонус-треком к альбому вышла версия трека cliché (sad version).
Все тексты написаны Колсон Бейкер, вся музыка написана MGK, SlimXX, Nick long, BazeXX.
| №                   | Название             | Длительность |
| ------------------- | -------------------- | ------------ |
| 1.                  | «outlaw overture»    | 5:03         |
| 2.                  | «cliché»             | 2:56         |
| 3.                  | «dont wait dun fast» | 3:13         |
| 4.                  | «goddamn»            | 3:07         |
| 5.                  | «vampire diaries»    | 2:35         |
| 6.                  | «miss sunshine»      | 3:23         |
| 7.                  | «sweet coraline»     | 2:41         |
| 8.                  | «indigo»             | 3:10         |
| 9.                  | «starman»            | 3:37         |
| 10.                 | «tell me whats up»   | 3:52         |
| 11.                 | «cant stay here»     | 3:27         |
| 12.                 | «treading water»     | 3:42         |
| 13.                 | «orpheus»            | 4:34         |
| Общая длительность: | Общая длительность:  | 45:19        |

В записи альбома также участвовали No Love for the Middle Child, BazeXX, Rozen, Меган Фокс и phem, с последней Бейкер неоднократно записывал альбомные композиции ранее.